# Eduard Burda
Eduard Burda (* 9. července 1981 Žilina) je slovenský právník se specializací na trestní právo a vysokoškolský učitel, od roku 2015 děkan Právnické fakulty Univerzity Komenského v Bratislavě. 

## Život a kariéra
Po maturitě studoval nejprve v letech 1999 až 2004 právo na Právnické fakultě Univerzity Komenského v Bratislavě (Praf UK) a po úspěšném absolvování tohoto studia a zisku magisterského titulu zahájil v roce 2004 také doktorské studium. V roce 2006 získal titul doktora práv a v roce 2008 titul Ph.D. V roce 2007 začal působit na Katedře trestního práva, kriminologie a kriminalistiky Praf UK, nejprve v letech 2007 až 2008 jako asistent, v letech 2008 až 2014 jako odborný asistent a od dubna 2014 (po své habilitaci na Trnavské univerzitě v Trnavě) pak jako docent. V letech 2008 až 2010 byl Burda zároveň advokátní koncipient.
V roce 2010 se Burda stal předseda akademického senátu Praf UK, přičemž v této funkci setrval do roku 2014. V září 2014 byl totiž zvolen děkanem své alma mater pro funkční období začínající v únoru 2015. Ve funkci tak nahradil Pavla Kubíčka. V březnu 2024 byl jmenován profesorem v oboru trestní právo. Téhož roku byl navíc oceněn cenou Osobnost Bratislavy za rok 2024.
V roce 2024 se stal předsedou Štátnej komisie pre voľby a kontrolu financovania politických strán jako nominant strany HLAS-SD.

## Kontroverze
V roce 2016 udělil cenu Peteru Colotkovi, dlouholetému předsedovi vlády Slovenské socialistické republiky a bývalému děkanovi Praf UK s tím, že během své funkce "určitě pro fakultu vykonal i něco dobrého". V letech 2023 až 2024 podporoval zrušení Úřadu speciální prokuratury.